# ジェフリー・キング

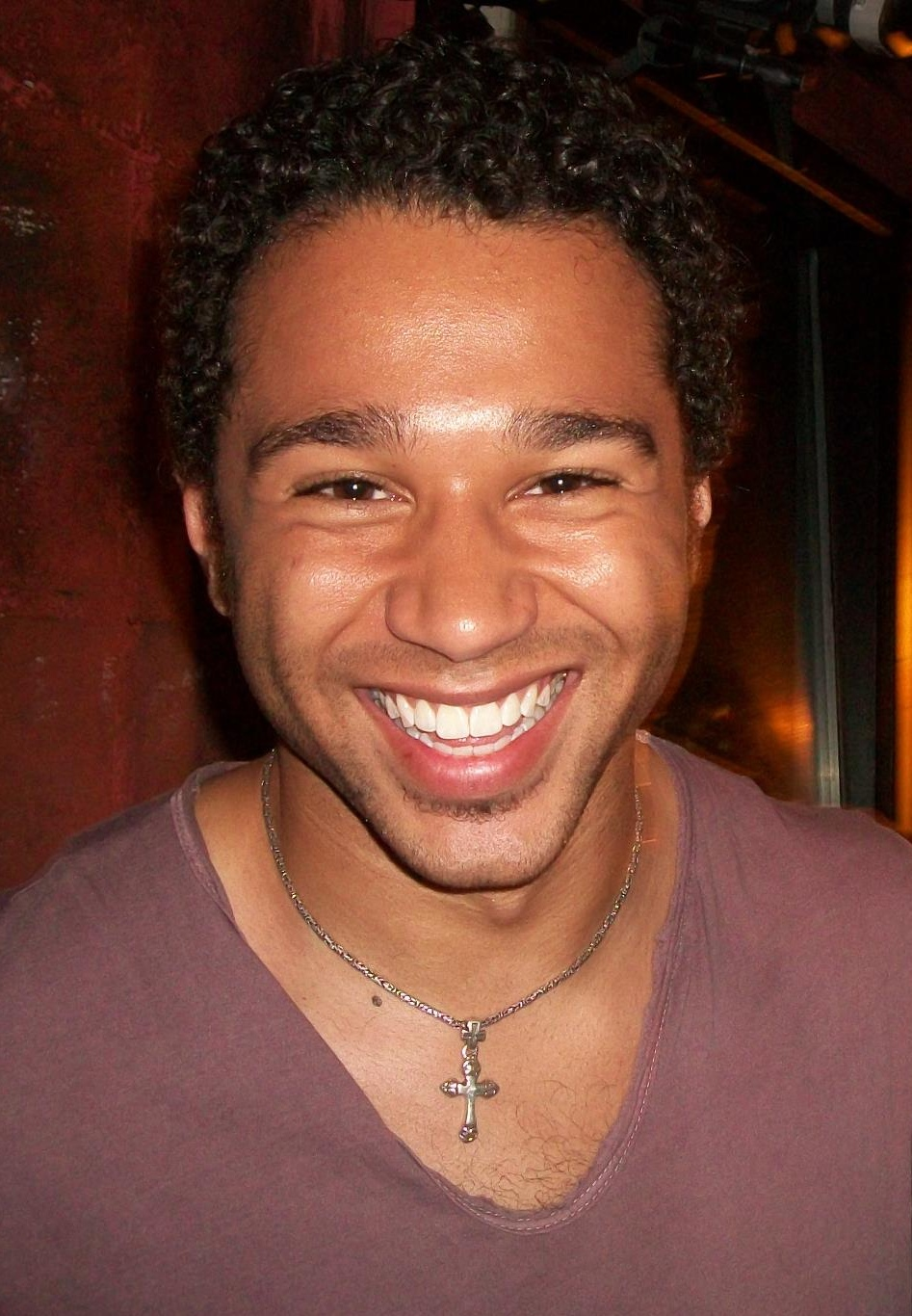
ジェフリー·キング

ジェフリー・キング（Jeffrey King）は、テレビジョンシリーズドラマ『ワン・ライフ・トゥ・リヴ』上でコービン・ブルー（Corbin Bleu）によって演じられている架空の人物（Fictional character）である。